# Ricardo Montalbán
Ricardo Gonzalo Pedro Montalbán Merino (Cidade do México, 25 de novembro de 1920 — Los Angeles, 14 de janeiro de 2009) foi um ator mexicano radicado nosEstados Unidos.

## Biografia
Filho dos imigrantes espanhóis Genaro Montalbán Busano e Ricarda Merino Jiménez, teve dois irmãos, Carlos e Carmen. Começou sua carreira no México, na década de 40. Fez sua estreia nos Estados Unidos em 1948. De 1957 a 1959 atuou na Broadway, no musical Jamaica, junto com Lena Horne, pelo qual foi indicado ao prêmio Tony de melhor ator em musicais. Ele é mais lembrado pelo público por interpretar o misterioso Senhor Roarke, na série de TV Ilha da Fantasia (1977 A 1984), uma das mais populares da televisão. Seu personagem, assim como o de seu ajudante, Tattoo (interpretado por Hervé Villechaize), tornou-se ícone popular.
Católico praticante, afirmava que a religião era a coisa mais importante em sua vida. Foi casado desde 1944 com a atriz Georgiana Young, com quem teve quatro filhos: Mark, Victor, Laura e Anita. Montalbán também era conhecido por suas atividades filantrópicas.

## Morte
Morreu no dia 14 de janeiro de 2009, na sua casa em Los Angeles, aos 88 anos, em consequência de complicaçõeo de um câncer linfático.

## Filmografia
| Filme     | Filme                                          | Filme                                            | Filme         |
| Ano       | Filme                                          | Papel                                            | Notas         |
| --------- | ---------------------------------------------- | ------------------------------------------------ | ------------- |
| 1943      | Santa                                          | Jarameño                                         |               |
| 1944      | La Fuga                                        | Teniente                                         |               |
| 1947      | Fiesta                                         | Mario Morales                                    |               |
| 1948      | On an Island with You                          | Ricardo Montez                                   |               |
| 1948      | The Kissing Bandit                             | Fiesta Specialty Dancer                          |               |
| 1949      | Neptune's Daughter                             | José O'Rourke                                    |               |
| 1949      | Border Incident                                | Pablo Rodríguez                                  |               |
| 1949      | Battleground                                   | Roderiguez                                       |               |
| 1950      | Mystery Street                                 | Tenente Peter Morales                            |               |
| 1950      | Right Cross                                    | Johnny Monterez                                  |               |
| 1951      | Across the Wide Missouri                       | Ironshirt                                        |               |
| 1952      | My Man and I                                   | Chu Chu Ramirez                                  |               |
| 1953      | Latin Lovers                                   | Roberto Santos                                   |               |
| 1954      | The Saracen Blade                              | Pietro Donati                                    |               |
| 1955      | A Life in the Balance                          | Antonio Gómez                                    |               |
| 1956      | Three for Jamie Dawn                           | George Lorenz                                    |               |
| 1957      | Sayonara                                       | Nakamura                                         |               |
| 1962      | Hemingway's Adventures of a Young Man          | Major Padula                                     |               |
| 1963      | Love Is a Ball                                 | Duque Gaspard Ducluzeau                          |               |
| 1964      | Cheyenne Autumn                                | Little Wolf                                      |               |
| 1965      | The Money Trap                                 | Pete Delanos                                     |               |
| 1966      | Madame X                                       | Phil Benton                                      |               |
| 1966      | The Singing Nun                                | Padre Clementi                                   |               |
| 1967      | The Longest Hundred Miles                      | Padre Sanchez                                    |               |
| 1968      | Sol Madrid                                     | Jalisco                                          |               |
| 1969      | Sweet Charity                                  | Vittorio Vidal                                   |               |
| 1971      | The Deserter                                   | Natachai                                         |               |
| 1971      | Escape from the Planet of the Apes             | Armando                                          |               |
| 1972      | Conquest of the Planet of the Apes             | Armando                                          |               |
| 1973      | The Train Robbers                              | Agente da Pinkerton                              |               |
| 1982      | Star Trek II: The Wrath of Khan                | Khan Noonien Singh                               |               |
| 1984      | Cannonball Run II                              | Rei                                              |               |
| 1988      | The Naked Gun: From the Files of Police Squad! | Vincent Ludwig                                   |               |
| 2002      | Spy Kids 2: Island of Lost Dreams              | Avô                                              |               |
| 2003      | Spy Kids 3-D: Game Over                        | Avô                                              |               |
| 2006      | The Ant Bully                                  | Chefe do Conselho                                | voz           |
| Televisão |                                                |                                                  |               |
| Ano       | Título                                         | Papel                                            | Notas         |
| 1956      | General Electric Theater                       | Esteban                                          | 1 episódio    |
| 1957      | Wagon Train                                    | Jean LeBec                                       | 1 episódio    |
| 1958      | Frances Farmer Presents                        | Tio                                              | 1 episódio    |
| 1959      | Adventures in Paradise                         | Henri Privaux                                    | 1 episódio    |
| 1960      | Death Valley Days                              | Joaquin Murietta                                 | 1 episódio    |
| 1961      | The Dinah Shore Chevy Show                     | Karl Steiner                                     | 1 episódio    |
| 1962      | Cain's Hundred                                 | Vincent Pavanne                                  | 1 episódio    |
| 1963      | Ben Casey                                      | Henry Davis                                      | 1 episódio    |
| 1964      | The Defenders                                  | 'Spanish John' Espejo                            | 1 episódio    |
| 1964      | The Man from U.N.C.L.E.                        | Satine                                           | 1 episódio    |
| 1966      | Dr. Kildare                                    | Damon West                                       | 4 episódios   |
| 1966      | The Man from U.N.C.L.E.                        | Delgado                                          | 1 episódio    |
| 1967      | Star Trek                                      | Khan Noonien Singh                               | 1 episódio    |
| 1967      | Mission: Impossible                            | Gerard Sefra                                     | 1 episódio    |
| 1967      | Combat!                                        | Barbu                                            | 1 episódio    |
| 1968      | Ironside                                       | Sargento Al Cervantes                            | 1 episódio    |
| 1970      | Gunsmoke                                       | Chato                                            | 1 episódio    |
| 1972      | Here's Lucy                                    | Príncipe Filipe Gregório Hennepin de Montalbania | 1 episódio    |
| 1974      | Wonder Woman                                   | Abner Smith                                      | (piloto)      |
| 1975      | Switch                                         | Jean-Paul                                        | 1 episódio    |
| 1976      | Columbo                                        | Luis Montoya                                     | 1 episódio    |
| 1977      | Police Story                                   | Major Sergio Flores                              | 1 episódio    |
| 1978-1984 | Fantasy Island                                 | Mr. Roarke                                       | 124 episódios |
| 1985-1987 | The Colbys                                     | Zachary "Zach" Powers                            | 48 episódios  |
| 1986      | Dynasty                                        | Zachary "Zach" Powers                            | 2 episódios   |
| 1990      | B.L. Stryker                                   | Victor Costanza                                  | 1 episódio    |
| 1990      | Murder, She Wrote                              | Vaacclav Maryska                                 | 1 episódio    |
| 1991      | Dream On                                       | Alejandro Goldman                                | 1 episódio    |
| 1993      | The Golden Palace                              | Lawrence Gentry                                  | 1 episódio    |
| 1995-1996 | Freakazoid!                                    | Armondo Gutierrez (voz)                          | 4 episódios   |
| 1997      | Chicago Hope                                   | Col. Martin Nieves                               | 1 episódio    |
| 1998      | The Love Boat: The Next Wave                   | Manuel Kaire                                     | 1 episódio    |
| 2000      | Buzz Lightyear of Star Command                 | Vartkes (voz)                                    | 1 episódio    |
| 2001      | Titans                                         | Sr. Sánchez                                      | 1 episódio    |
| 2002      | Dora the Explorer                              | El Encantador (voz)                              | 1 episódio    |
| 2002-2007 | Kim Possible                                   | Señor Senior Sr. (voz)                           | 5 episódios   |
| 2008      | Family Guy                                     | The Cow                                          | 1 episódio    |

## Musicais na Broadway
- Jamaica: 1957-1959

## Prêmios
- Emmy: melhor ator coadjuvante em How The West Was Won - 1978